# Seleção Romena de Futebol
A Seleção Romena de Futebol representa a Romênia nas competições de futebol da FIFA.

## História
A seleção romena de futebol foi fundada em 1909, com sede na cidade de Bucareste. 
Foi uma das poucas seleções europeias presentes na Copa do Mundo FIFA de 1930. Os jogadores escalados para viajar ao Uruguai, país-sede da Copa, foram escolhidos pessoalmente pelo rei Carlos II, um fanático pelo esporte.
Também participou das Copas de 1934 e 1938. Voltou a disputar um Mundial no ano de 1970, inclusive perdendo na fase de grupos para o Brasil pelo placar de 3 a 2. Apesar disso, foi eliminado na primeira fase e teria de esperar mais vinte anos para chegar em mais um Mundial: o de 1990.
Presente em 1994, nos Estados Unidos, obteve sua melhor colocação em Mundiais ocupando a sexta posição, após ter eliminado a Argentina por 3 a 2 nas oitavas-de-final. Caiu nas quartas, nos pênaltis, diante dos suecos, em jogo cheio de reviravoltas: empataram a partida em 1 x 1 a dois minutos do fim do tempo regulamentar, viraram a partida na prorrogação e, no último minuto do tempo extra, sofreram o empate. Chegaram a estar na frente na disputa por pênaltis.
Em 1998, chegou à segunda fase, sendo eliminada pela Croácia. Foram responsáveis por um dos atos folclóricos da Copa: após a classificação garantida à segunda fase, todos os atletas pintaram o cabelo de loiro (menos o goleiro, que era careca).
Na grande fase em que a seleção viveu nos anos 90, seus grandes nomes foram Florin Răducioiu, Marius Lăcătuş, Ilie Dumitrescu, Gheorghe Popescu, Dan Petrescu, Miodrag Belodedici, Adrian Ilie e o principal deles, Gheorghe Hagi.
Na Eurocopa, sua melhor participação foi em 2000, quando chegou em 7º lugar.

## Títulos
| Intercontinentais e Continentais Amistosos | Intercontinentais e Continentais Amistosos | Intercontinentais e Continentais Amistosos | Intercontinentais e Continentais Amistosos |
|                                            | Competição                                 | Títulos                                    | Temporadas                                 |
| ------------------------------------------ | ------------------------------------------ | ------------------------------------------ | ------------------------------------------ |
|                                            | Torneio Internacional de Paris             | 1                                          | 1983                                       |
|                                            | Copa Mohamed V                             | 1                                          | 1977                                       |
|                                            | Copa dos Balcãs                            | 4                                          | 1929-31, 1933, 1936, 1977-80               |

### Material esportivo
O kit da Romênia é fornecido pela empresa espanhola Joma, que substituiu a Adidas, que substituiu Le Coq Sportif em 1984. Em 2017, a federação romena de futebol anunciou sua primeira identidade de marca e um novo kit. O novo emblema faz referência ao brasão de todas as cinco províncias romenas com a intenção de simbolizar a unidade da Romênia. O uniforme está disponível em três cores principais: vermelho, amarelo e azul. Todos eles têm "Împreună suntem fotbal" ("Juntos, somos futebol") impresso no interior da gola.
| Fornecedor     | Período       |
| -------------- | ------------- |
| Le Coq Sportif | 1977–1983     |
| Adidas         | 1984–2015     |
| Joma           | 2015–presente |

## Desempenho em Copas do Mundo
| Ano         | Fase               |
| ----------- | ------------------ |
| 1930        | 1ª fase            |
| 1934        | Oitavas de final   |
| 1938        | Oitavas de final   |
| 1950        | Não disputou       |
| 1950 a 1966 | Não se classificou |
| 1970        | 1ª fase            |
| 1974 a 1986 | Não se classificou |
| 1990        | Oitavas de final   |
| 1994        | Quartas de final   |
| 1998        | Oitavas de final   |
| 2002 a 2022 | Não se classificou |
| 2026        | a definir          |